# Скорците
Скорците е село в Северна България.
То се намира в община Трявна, област Габрово.

## География
Село Скорците се намира в планински район. Селото е построено на северен, но слънчев склон, терасовидно.

## Културни и природни забележителности
Църквата „Св. Димитър“ е образец на възрожденското строително изкуство. На фасадата на църквата, с каменни орнаменти са изписани цифрите 1876, по-което, би могло да се направи заключението, че това е годината на нейното завършване.
Църквата е финансирана с доброволни дарения от населението на село Скорците и може би околните села. По разкази на потомци от семейство Тотеви, един от най-видните и най-старите родове в село Скорците, те са взели активно участие във финансирането и построяването на църквата. Скорчани възлагат проекта и строежа на църквата на видния тревненски майстор Уста Генчо Кънев. Църквата е изографисана от зографи от прочутия тревненски Витанов род. Под третата арка на купола, от алтара към входа на църквата е изписано името Митьо Цонев, това най-вероятно е името на един от зографите на куполната част. Църквата е обявена за паметник на културата с местно и национално значение.